# Яруллін Альберт Ільдарович
Альберт Ільдарович Яруллін (рос. Альберт Ильдарович Яруллин; 3 травня 1993, м. Казань, Росія) — російський хокеїст, захисник. Виступає за «Атлант» (Митищі) у Континентальній хокейній лізі.
Вихованець хокейної школи «Ак Барс» (Казань). Виступав за «Барс» (Казань), «Ак Барс» (Казань), «Нафтовик» (Альметьєвськ).
У чемпіонатах КХЛ — 97 матчів (5+14), у плей-оф — 1 матч (0+0).
У складі молодіжної збірної Росії учасник чемпіонатів світу 2012 і 2013. У складі юніорської збірної Росії учасник чемпіонатів світу 2010 і 2011.
Досягнення
- Бронзовий призер молодіжного чемпіонату світу (2012)
- Бронзовий призер юніорського чемпіонату світу (2011)